# Skoky do vody na mistrovství světa v plaveckých sportech 2017
Závody v skocích do vody na mistrovství světa v plaveckých sportech za rok 2017 proběhly v Budapešti, Maďarsko ve dnech 14. až 22. července 2017.

## Česká stopa
Na tomto mistrovství světa Česko nemělo ve skocích do vody zastoupení.

## Výsledky

### Individuální disciplíny
| Muži              | Zlato                    | Zlato  | Stříbro                | Stříbro | Bronz                    | Bronz  |
| ----------------- | ------------------------ | ------ | ---------------------- | ------- | ------------------------ | ------ |
| Skoky z 1 m prkna | Pcheng Ťien-feng (CHN)   | 448,40 | Che Čchao (CHN)        | 447,20  | Giovanni Tocci (ITA)     | 444,25 |
| Skoky z 3 m prkna | Sie S'-i (CHN)           | 547,10 | Patrick Hausding (GER) | 526,15  | Ilja Zacharov (RUS)      | 505,90 |
| Skoky z 10 m věže | Thomas Daley (GBR)       | 590,95 | Čchen Aj-sen (CHN)     | 585,25  | Jang Ťien (CHN)          | 565,15 |
| Ženy              | Zlato                    | Zlato  | Stříbro                | Stříbro | Bronz                    | Bronz  |
| Skoky z 1 m prkna | Maddison Keeneyová (AUS) | 314,95 | Naděžda Bažinová (RUS) | 304,70  | Elena Bertocchiová (ITA) | 296,40 |
| Skoky z 3 m prkna | Š' Tching-mao (CHN)      | 383,50 | Wang Chan (CHN)        | 359,40  | Jennifer Abelová (CAN)   | 351,55 |
| Skoky z 10 m věže | Čang Ťün-chung (MAS)     | 397,50 | S' Ja-ťie (CHN)        | 396,00  | Žen Čchien (CHN)         | 391,95 |

### Týmové disciplíny
| Muži                                               | Zlato                                           | Zlato  | Stříbro                                                         | Stříbro | Bronz                                                  | Bronz  |
| -------------------------------------------------- | ----------------------------------------------- | ------ | --------------------------------------------------------------- | ------- | ------------------------------------------------------ | ------ |
| Synchronizované skoky dvojic z 3 m prkna           | Rusko (RUS) (Jevgenij Kuzněcov, Ilja Zacharov)  | 450,30 | Čína (CHN) (Cchao Jüan, Sie S'-i)                               | 443,40  | Ukrajina (UKR) (Illja Kvaša, Oleh Kolodij)             | 429,99 |
| Synchronizované skoky dvojic z 10 m věže           | Čína (CHN) (Čchen Aj-sen, Jang Chao)            | 498,48 | Rusko (RUS) (Alexandr Bondar, Viktor Minibajev)                 | 458,85  | Německo (GER) (Patrick Hausding, Sascha Klein)         | 440,82 |
| Ženy                                               | Zlato                                           | Zlato  | Stříbro                                                         | Stříbro | Bronz                                                  | Bronz  |
| Synchronizované skoky dvojic z 3 m prkna           | Čína (CHN) (Čchang Ja-ni, Š' Tching-mao)        | 333,30 | Kanada (CAN) (Jennifer Abelová, Mélissa Citriniová-Beaulieuová) | 323,43  | Rusko (RUS) (Kristina Ilinychová, Naděžda Bažinová)    | 312,60 |
| Synchronizované skoky dvojic z 10 m věže           | Čína (CHN) (Žen Čchien, S' Ja-ťie)              | 352,56 | Severní Korea (PRK) (Kim Mi-rä, Kim Kuk-hjang)                  | 336,48  | Malajsie (MAS) (Čang Ťün-chung, Pandelela Rinongová)   | 328,74 |
| Mix                                                | Zlato                                           | Zlato  | Stříbro                                                         | Stříbro | Bronz                                                  | Bronz  |
| Synchronizované skoky smíšených dvojic z 3 m prkna | Čína (CHN) (Wang Chan, Li Čeng)                 | 323,70 | Spojené království (GBR) (Grace Reidová, Thomas Daley)          | 308,04  | Kanada (CAN) (Jennifer Abelová, François Imbeau-Dulac) | 297,72 |
| Synchronizované skoky smíšených dvojic z 10 m věže | Čína (CHN) (Žen Čchien, Lien Ťün-ťie)           | 352,98 | Spojené království (GBR) (Lois Toulsonová, Matthew Lee)         | 323,28  | Severní Korea (PRK) (Kim Mi-rä, Hjon Il-mjong)         | 318,12 |
| Smíšený tým                                        | Francie (FRA) (Laura Marinová, Matthieu Rosset) | 406,40 | Mexiko (MEX) (Viviana del Ángelová, Rommel Pacheco)             | 402,35  | USA (USA) (Krysta Palmerová, David Dinsmore)           | 395,90 |

## Medailová bilance
Ve skocích do vody se rozdělilo celkem 13 sad medailí.
| Pořadí | Stát                     |       | Muži    | Muži  | Muži  |         | Ženy  | Ženy  | Ženy    |       | Mix   | Mix     | Mix   |  | Muži + Ženy + Mix | Muži + Ženy + Mix | Muži + Ženy + Mix | Celkem |
| Pořadí | Stát                     | Zlato | Stříbro | Bronz | Zlato | Stříbro | Bronz | Zlato | Stříbro | Bronz | Zlato | Stříbro | Bronz |  |                   |                   |                   | Celkem |
| ------ | ------------------------ | ----- | ------- | ----- | ----- | ------- | ----- | ----- | ------- | ----- | ----- | ------- | ----- |  | ----------------- | ----------------- | ----------------- | ------ |
| 1.     | Čína (CHN)               |       | 3       | 3     | 1     |         | 3     | 2     | 1       |       | 2     | 0       | 0     |  | 8                 | 5                 | 2                 | 15     |
| 2.     | Rusko (RUS)              |       | 1       | 1     | 1     |         | 0     | 1     | 1       |       | 0     | 0       | 0     |  | 1                 | 2                 | 2                 | 5      |
| 3.     | Spojené království (GBR) |       | 1       | 0     | 0     |         | 0     | 0     | 0       |       | 0     | 2       | 0     |  | 1                 | 2                 | 0                 | 3      |
| 4.     | Malajsie (MAS)           |       | 0       | 0     | 0     |         | 1     | 0     | 1       |       | 0     | 0       | 0     |  | 1                 | 0                 | 1                 | 2      |
| 5.     | Francie (FRA)            |       | 0       | 0     | 0     |         | 0     | 0     | 0       |       | 1     | 0       | 0     |  | 1                 | 0                 | 0                 | 1      |
| 5.     | Austrálie (AUS)          |       | 0       | 0     | 0     |         | 1     | 0     | 0       |       | 0     | 0       | 0     |  | 1                 | 0                 | 0                 | 1      |
| 7.     | Kanada (CAN)             |       | 0       | 0     | 0     |         | 0     | 1     | 1       |       | 0     | 0       | 1     |  | 0                 | 1                 | 2                 | 3      |
| 8.     | Severní Korea (PRK)      |       | 0       | 0     | 0     |         | 0     | 1     | 0       |       | 0     | 0       | 1     |  | 0                 | 1                 | 1                 | 2      |
| 8.     | Německo (GER)            |       | 0       | 1     | 1     |         | 0     | 0     | 0       |       | 0     | 0       | 0     |  | 0                 | 1                 | 1                 | 2      |
| 10.    | Mexiko (MEX)             |       | 0       | 0     | 0     |         | 0     | 0     | 0       |       | 0     | 1       | 0     |  | 0                 | 1                 | 0                 | 1      |
| 11.    | Itálie (ITA)             |       | 0       | 0     | 1     |         | 0     | 0     | 1       |       | 0     | 0       | 0     |  | 0                 | 0                 | 2                 | 2      |
| 12.    | USA (USA)                |       | 0       | 0     | 0     |         | 0     | 0     | 0       |       | 0     | 0       | 1     |  | 0                 | 0                 | 1                 | 1      |
| 12.    | Ukrajina (UKR)           |       | 0       | 0     | 1     |         | 0     | 0     | 0       |       | 0     | 0       | 0     |  | 0                 | 0                 | 1                 | 1      |
| Celkem | Celkem                   |       | 5       | 5     | 5     |         | 5     | 5     | 5       |       | 3     | 3       | 3     |  | 13                | 13                | 13                | 39     |